# 古拉奇·彼得
古拉奇·彼得（匈牙利語：Gulácsi Péter，1990年5月6日—），是一名匈牙利職業足球員，在場上位置是守門員。目前效力于德甲球會RB萊比錫。

## 生平
古拉奇在2008年夏季轉會來到利物浦。在2009年的世青盃中，他在點球大戰中撲出三球，協助匈牙利隊最終獲得第三。
2009年2月2日被外借到英甲球會赫里福特聯3個月，期間取得18場上陣。於2010年4月16日被緊急借用到另一支英甲球會燦美爾1星期，前後兩度延至合共3星期，期間上陣5場，協助球隊取得救命的10分成功護級。
2010年9月17日古拉奇再被緊急外借返回燦美爾1個月，期間上陣6場，由於兩名富經驗的門將傷勢未瘉，獲延長借用多1個月。
2011年7月19日古拉奇獲外借至英冠球會侯城，為期一整個球季。2012年4月11日，古拉奇被利物浦緊急從侯城召回，為周末在溫布萊大球場進行的足總杯半決賽作準備
2013年6月7日，萨尔茨堡红牛宣布他们已经从利物浦免費签下了古拉奇，合同为期四年。

## 榮譽
薩爾斯堡紅牛
- 奧地利足球超級聯賽：2013–14、2014–15
- 奥地利杯：2013–14、2014–15

RB萊比錫
- DFB-Pokal: 2021–22[9]2022–23, runner up: 2018–19, 2020–21

匈牙利 U20
- 國際足總U-20世界盃第三名：2009[10]

個人
- kicker 德甲 Team of the Season：2018–19,[11]2024–25[12]
- Hungarian Footballer of the Year (Golden Ball): 2018, 2019[13][14]
- The Athletic 德甲   Team of the Season: 2024–25[15]

## 外部連結
- Official Liverpool profile
- 足球数据库：彼得·古拉奇的球员统计数据
- LFC History Profile （页面存档备份，存于）
- ESPN Profile （页面存档备份，存于）